# Monna Vanna (Schauspiel)

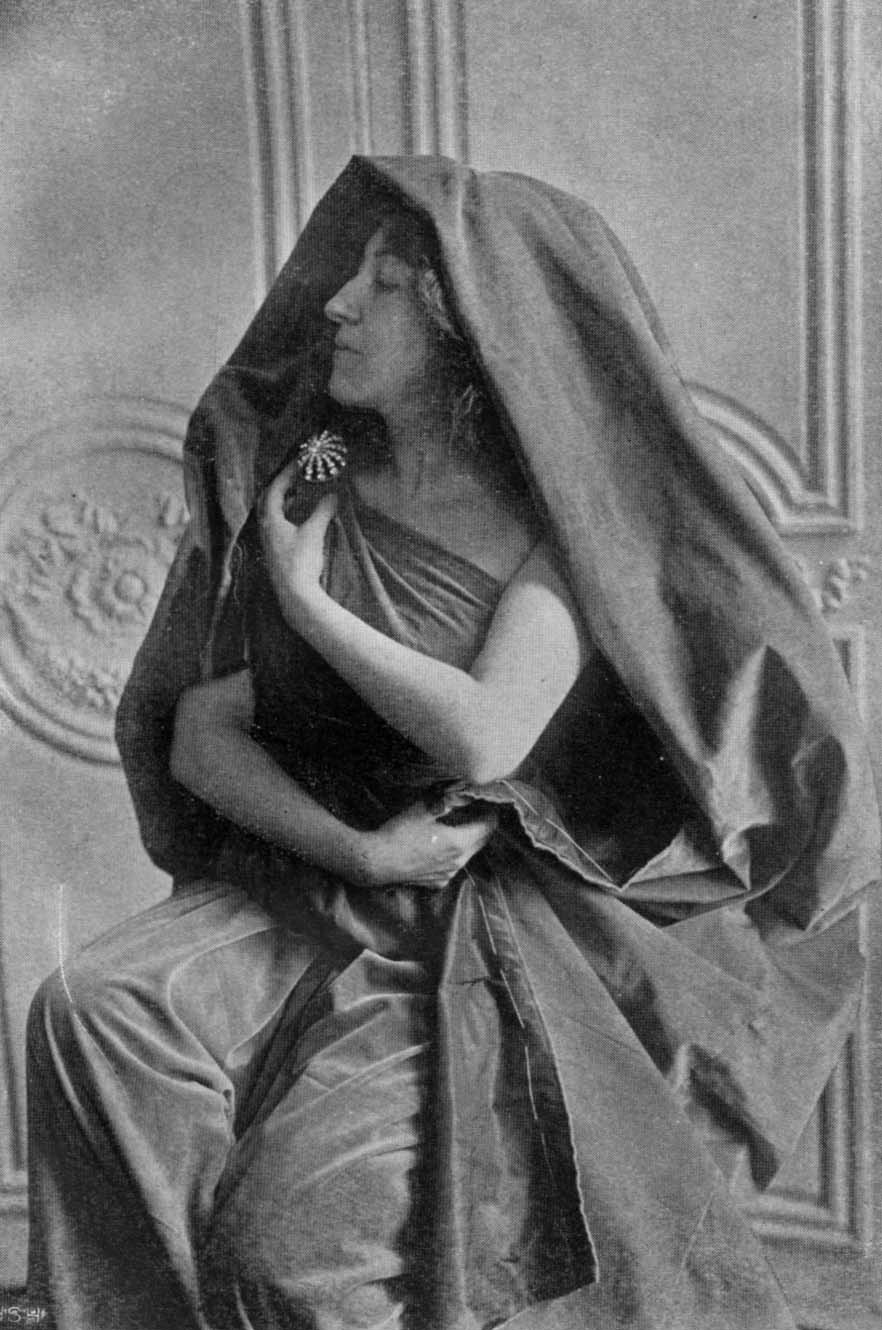
Georgette Leblanc als Monna Vanna in Paris, 1902

Monna Vanna ist ein Schauspiel von Maurice Maeterlinck in drei Akten. Es wurde am 7. Mai 1902 im Nouveau-Théâtre in Paris uraufgeführt und gilt als Werk des Symbolismus.

## Inhalt

### Kurzfassung
Die Stadt Pisa wird Ende des 15. Jahrhunderts von Truppen aus Florenz belagert. Die einzige Möglichkeit, die Situation etwas zu verbessern und Lebensmittellieferungen in die Stadt zu lassen, ist, dass Giovanna (Monna Vanna), die Frau des Pisaer Kommandeurs Guido Colonna zum Befehlshaber der Belagerungstruppen Prinzivalli geht und eine Nacht bei ihm verbringt. Sie willigt ein, um das Leben vieler Einwohner zu retten und geht gegen den Willen ihres Mannes zu dessen Zelt, nur mit einem Mantel bekleidet, wie er verlangt hatte. Er empfängt sie, sie soll den Mantel öffnen, aber nur kurz, um eine kleine Wunde zu sehen, die sie bei ihrem Kommen durch Soldaten erlitten hatte. Die Nacht verbringen beide im Gespräch, Prinzivalli gesteht Monna Vanna seine Liebe seit früher Jugend, als er sie zum ersten Mal kennengelernt hatte.
Monna Vanna kehrt unberührt in die Stadt zurück, die nun die versprochenen Lebensmittellieferungen bekommt. Ihr Mann glaubt ihr aber nicht die Geschichte von der unschuldig verbrachten Nacht. Prinzivalli, der sich in die Obhut der Pisaer begeben hatte, da er die Rache der Florenzer fürchtet, wird von diesen gefangengesetzt und soll wegen der angeblichen Vergehen an Monna Vanna getötet werden. Diese ändert nun ihre Strategie und behauptet, die Nacht zwischen beiden sei doch wie befürchtet verlaufen, um ihn zu retten. Sie möchte nun die alleinige Entscheidungsgewalt und den Zugang zu ihm, um ihn angeblich zu „rächen“. Ob ihr seine Rettung gelingt, bleibt offen.

### Personen
- Guido Colonna, Kommandant der Besatzung von Pisa
- Marco Colonna, Guidos Vater
- Giovanna (Monna Vanna), Guidos Frau
- Prinzivalli, Feldhauptmann im Solde von Florenz
- Trivulzio, Kommissar der Republik Florenz
- Borso und Torello, Guidos Leutnants
- Vedio, Prinzivallis Sekretär
- Edelleute, Soldaten, Bauern, Männer und Frauen aus dem Volk

Ende des 15. Jahrhunderts, erster und dritter Akt in Pisa, zweiter Akt im Feldlager Prinzivallis

### Erster Aufzug
Saal im Palast Guido Colonnas
Pisa wird von den Florentinern belagert. Guido blickt mit Borso und Torello durch ein Fenster seines Palastes auf die Ebene von Pisa und berät die Lage. Sie ist politisch aussichtslos, was die Signoria von Pisa selbst dem Kommandanten bis vor Kurzem verschwiegen hat. Auch militärisch ist sie aussichtslos, weil die Verteidiger von Pisa kein Pulver und keine Munition mehr haben. Dreimal sind Älteste des Rats zu Verhandlungen geschickt worden und nicht zurückgekehrt. Unter ihnen war auch Marco, der Vater Guido Colonnas, eine geheiligte Geisel. Plötzlich tritt Marco auf. Er ist unversehrt und soll schnellstens berichten, verliert sich aber in schöngeistigen Betrachtungen, die sich auf Prinzivalli und einen bei ihm wiedergefundenen alten Freund beziehen. Zu schnellerem Bericht gedrängt bringt Marco schließlich die Kapitulationsbedingung Prinzivallis hervor: Giovanna, Guidos Frau, soll eine Nacht bei Prinzivalli verbringen. Marco gesteht, dass die Signoria darüber bereits beraten und die Entscheidung in die Hände Giovannas gelegt hat. Guido lehnt die Bedingung rundheraus ab, aber in diesem Moment tritt Giovanna ein. Gefasst teilt sie Marco ihren Entschluss mit: Sie wird am selben Abend zu Prinzivalli gehen. Guido durchlebt einen inneren Kampf von Liebe, Eifersucht und Abscheu. Augenscheinlich verstößt er Giovanna.

### Zweiter Aufzug
In Prinzivallis Zelt
Während Prinzivalli auf Giovanna wartet, wird er das Opfer eines Anschlags des Florentiners Trivulzio, der ihm mit seinem Dolch eine Gesichtshälfte zerreißt. Trivulzio wird abgeführt und Vedio verbindet Prinzivalli. Da erscheint Giovanna. Sie muss Prinzivalli Rede und Antwort stehen, warum sie die Bedingung angenommen hat und ob ihr Mann einverstanden war. Schließlich fragt Prinzivalli, ob Giovanna ihn nicht kenne, was sie verneint. Er erzählt ihr eine Geschichte aus der Kinderzeit: Giovanna hat im Garten gespielt und ihren Ring in den Brunnen fallen lassen. Ein Junge namens Gianello hat ihn unter Lebensgefahr herausgeholt. Er, Prinzivalli, sei Gianello. Giovanna erkennt ihn auch jetzt nicht. Die Nacht vergeht, ohne dass Prinzivalli Giovanna anrührt. Im Morgengrauen gibt sie ihm einen Kuss auf die Stirn und beide eilen nach Pisa.

### Dritter Aufzug
Prunksaal im Palast Guido Colonnas
Auf Geheiß Prinzivallis ist ein großer Wagenzug mit Lebensmitteln, Getreide, Wein, Früchten und Gemüse in Pisa eingefahren. Dahinter Schafherden, Rinderherden, Pulverfässer und Bleiklumpen. Pisa ist gerettet. Giovanna und Prinzivalli kommen in den Palast. Giovanna berichtet, dass sie von Prinzivalli nicht angerührt worden ist und in Ehren zurückkehrt. Guido glaubt ihr nicht, und je mehr sie das Unglaubliche beteuert, desto aussichtsloser wird die Lage Prinzivallis. Er soll in Ketten und in den Kerker. Plötzlich ist Giovanna verwandelt: Sie erklärt, dass sie gelogen habe. Sie verlangt als Genugtuung, dass sie es sein muss, die Prinzivalli in Ketten legt. Sie legt ihn in Ketten und er wird abgeführt. Sie verlangt, dass nur sie die Kerkerschlüssel haben darf, um sich an ihm zu rächen. Es wird ihr zugesagt, dass ihr die Schlüssel sofort gebracht werden. Sie verliert die Besinnung und sagt mit sehr schwacher Stimme die letzten Worte: „Wo ist er?...Ja, ich weiss...Aber gebt mir den Schlüssel...Den Schlüssel seines Kerkers...Es soll kein andrer zu ihm dringen...Ich will ihn für mich allein, damit ich weiss...Damit kein andrer...Es war ein böser Traum...Der schöne fängt jetzt an...Der schöne fängt jetzt an...“

## Werkgeschichte
Nach einigen teilweise schwer verständlichen symbolistischen Dramen verfasste Maurice Maeterlinck 1901 mit Monna Vanna ein Schauspiel mit einer historisch orientierten Handlung. Er nahm dabei offenbar das Drama Luria von Robert Browning von 1846 zum Vorbild. Am 27. Mai 1902 erfolgte die Uraufführung im Théâtre de l'Œvre in Paris. Die Hauptrolle spielte seine Frau Georgette Leblanc, da die berühmte Sarah Bernhardt das Angebot abgelehnt hatte. In London gab es eine erste geschlossene private Vorstellung im Juni 1902, in Deutschland waren die ersten Aufführungen in Breslau und München am 27. September 1902. Danach wurde Monna Vanna in zahlreichen Theatern in vielen Städten  gespielt, es wurde sein größter Bühnenerfolg. Jede erste Schauspielerin eines Theaters strebte danach, die Rolle der Monna Vanna mit der berühmten Pose im wallenden Mantel mit entblößter Schulter spielen zu können. Das bereits 1900 erschienene Stück Der Schleier der Beatrice von Arthur Schnitzler weist einige inhaltliche Parallelen mit Monna Vanna auf, war aber bei weitem nicht so erfolgreich. Schnitzler gibt dafür in seinem Tagebuch dem Regisseur und Theaterleiter Otto Brahm die Schuld, der sein Stück nicht wie gewünscht vor Monna Vanna auf den Spielplan genommen hatte.

## Theateraufführungen

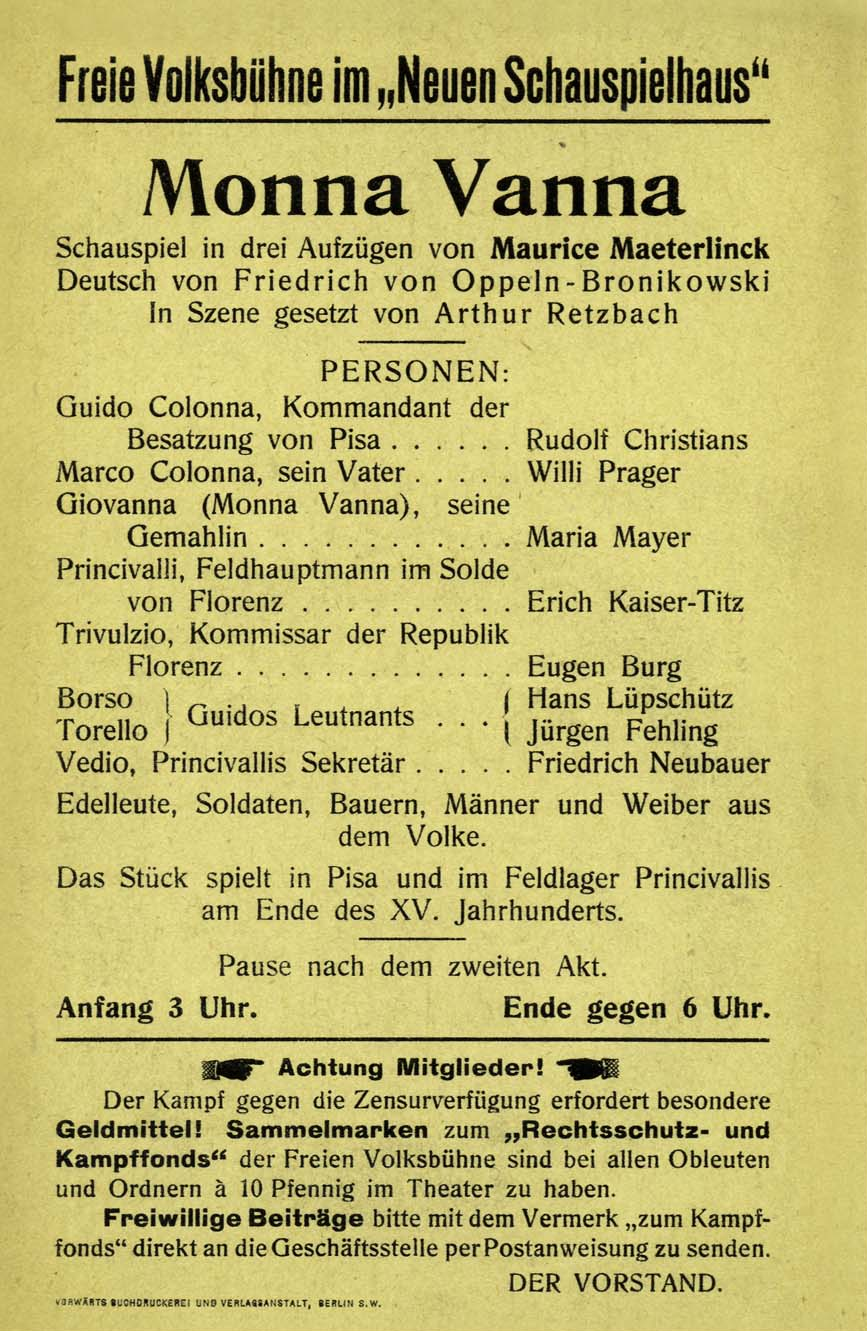
Aufführung von Monna Vanna am 4. Dezember 1910 durch die Freie Volksbühne Berlin, Theaterzettel

Das Theaterstück wurde in zahlreichen Theatern in Europa und weiteren Erdteilen  gespielt. In Deutschland gab es in der ersten Spielzeit 1902/03 über 800 Aufführungen an über 100 Theatern. In England wurde es erst 1913 für öffentliche Vorstellungen von der Zensur freigegeben.
- 12. Mai 1902 Théâtre de l'Œvre Paris, durch Nouveau Théâtre, mit Georgette Leblanc, Uraufführung
- 19. Juni 1902 London, private geschlossene Vorstellung, erste Aufführung in England
- 27. September 1902 Lobetheater Breslau, deutsche Erstaufführung
- 27. September 1902 Schauspielhaus München, deutsche Erstaufführung
- Anfang Oktober 1902 Neues Theater St. Petersburg, mit Lydia Jaworskaja[5]
- 12. Oktober 1902 Deutsches Theater Berlin, danach über 100 Vorstellungen
- 12. November 1902 Stadttheater Krakau, polnische Erstaufführung
- 1903 Wien
- 4. Dezember 1910 Berlin, durch Freie Volksbühne

## Ausgaben

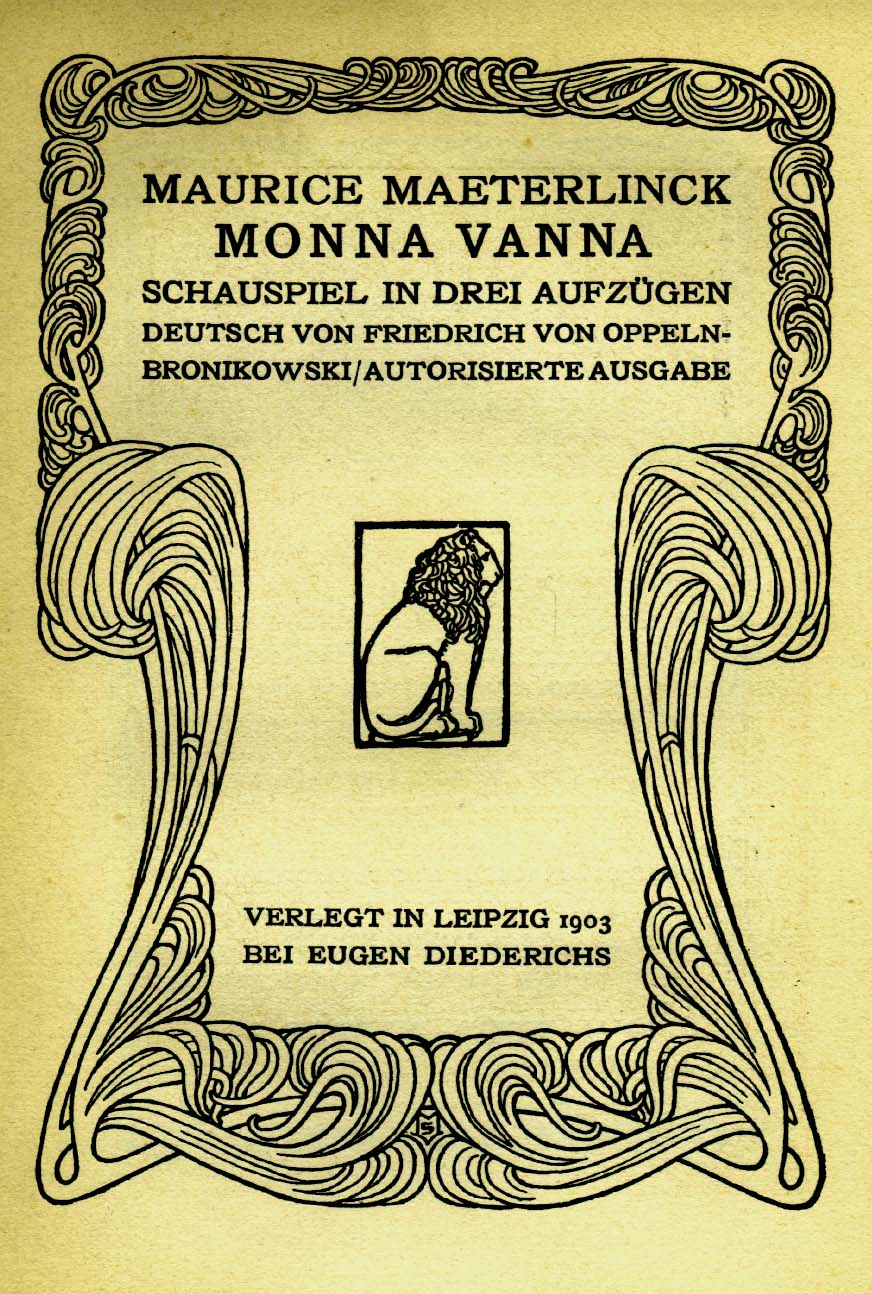
Deutsche Erstausgabe von Monna Vanna

- Monna Vanna. Pièce en trois actes, Librairie Charpentier et Fasquelle, Paris 1902, einige Neuauflagen Digitalisat Text
- Monna Vanna. Schauspiel in drei Akten, Deutsch von Friedrich von Oppeln-Bronikowski. Eugen Diederichs, Leipzig 1903. (keine Digitalisate)
- Monna Vanna. Drama in three actes translated by Alfred Sutro, Dodd, Mead and Company, New York 1907.

## Adaptionen
- Emil Ábrányi: Monna Vanna. Oper in drei Akten. Uraufführung am  2. März 1907 in Budapest
- Henri Fevrier: Monna Vanna. Lyrisches Drama in drei Akten [Oper]. Heugel & Cie., Paris 1908; Uraufführung am 13. Januar 1909 in Paris
- Sergei Rachmaninow: Monna Vanna. Skizzen für Klavier [Opernfragment], 1907; Orchestrierung des 1. Akts von Igor Buketoff, 1991
- Jenö (Eugen) Illés: Monna Vanna. Deutsch-Ungarischer Stummfilm, 1916
- Richard Eichberg: Monna Vanna. Deutscher Historien- und Kostümstummfilm, 1922
- Nicolae Brânzeu: Monna Vanna. Musikdrama in drei Akten, 1976
- Franz von Stuck: Monna Vanna. Bronzeplastik, undatiert (Abbildung auf villastuck.de); Monna Vanna. Gemälde (in Privatbesitz, Abbildung auf kunst-fuer-alle.de)